# Il barzellettiere
Il barzellettiere (Jokester) è un racconto di fantascienza dello scrittore Isaac Asimov. Fu pubblicata per la prima volta nel dicembre 1956 dalla rivista Infinity e compare nelle raccolte La Terra è abbastanza grande (Earth is Room Enough, 1957) e in Sogni di robot (Robot Dreams, 1986). È stato pubblicato per la prima volta in italiano su Galaxy come Il burlone e tradotto in seguito anche con altri titoli.
Il racconto fa parte della serie di racconti vagamente connessi fra loro sul supercomputer immaginario Multivac.

## Trama
Noel Meyerhof è un Gran Maestro, ossia, una delle poche persone al mondo, in grado di fare le domande corrette al potente supercomputer Multivac. Questo, essendo non un normale computer, ma una delle più sofisticate macchine di tutti i tempi, non può interagire con persone normali, ma solo con individui speciali, scelti accuratamente fra miliardi.
Proprio per questo suo status, Meyerhof, è escluso dalla vita sociale delle persone normali, e per questo trascorre la maggior parte della sua esistenza in solitudine, a controllare i circuiti di Multivac. L'unico suo sfogo sociale è raccontare barzellette (ed era anche diventato piuttosto bravo). Un giorno però comincia a raccontare barzellette anche al supercomputer, e per questo, uno dei suoi assistenti, Timothy Whistler, si preoccupa che egli lo stia usando per scopi personali (per inventare nuove barzellette perché ormai le stava finendo), piuttosto che per aiutare l'umanità.
Quindi Whistler fa rapporto ad Abram Trask, il rappresentante ufficiale del governo al progetto Multivac. Trask così è costretto a convocare il Gran Maestro per sentire le sue ragioni. Ma Meyerhof spiega che questo suo comportamento servirà soltanto a risolvere una delle domande psicosociali più complessa in assoluto: "chi ha inventato le barzellette?". Sapendo questo, il rapporto non può più esserci, e l'operatore Multivac convoca diverso tempo dopo Whistler e Trask per comunicargli la risposta.
"Origine extraterrestre" si pronuncia la macchina, e conclude che queste fossero state inserite nei cervelli delle persone, assieme all'umorismo (l'uomo infatti è l'unico animale a possederlo) solo per fare degli esperimenti sui loro cervelli, proprio come quando gli scienziati umani mettevano un topo in un labirinto. Meyerhof perciò, fa la sua seconda domanda inevitabile: "quali saranno sulla razza umana gli effetti della risposta alla mia prima domanda?". Ci vorrà un'ora di elaborazione, e la risposta sarà "anche se solo un umano scopre la realtà dei fatti, l'esperimento avrà termine in quanto perderà di obiettività".
Quindi Meyerhof, Whistler e Trask, sentono lentamente allontanare per sempre dalle loro menti non solo le barzellette, ma anche l'umorismo che per tanto tempo aveva contraddistinto la specie umana.